# Ядыгар
Ядыгар — деревня в Елабужском районе Татарстана. В составе Альметьевского сельского поселения.

## История
Основано в 1800 переселенцами из с. Старый Юраш.
В «Списке населенных мест по сведениям 1859—1873 годов», изданном в 1876 году, населённый пункт упомянут как казённый починок Ядыгеров 1-го стана Елабужского уезда Вятской губернии. Располагался при речке Ядыгерке, по правую сторону Елабужско-Малмыжского почтового тракта, в Елабугу, в 24 верстах от уездного города Елабуги и в 26 верстах от становой квартиры в казённом селе Сарали. В деревне, в 7 дворах проживали 28 человек (12 мужчин и 16 женщин).
До 1860-х гг. жители относились к категории государственных крестьян. Занимались земледелием, разведением скота. В конце XIX в. земельный надел сельской общины составлял 265 дес. До 1920 деревня входила в Черкасовскую волость Елабужского уезда Вятской губернии. С 1920 в составе Мамадышского, с 1921 — Елабужского, с 1928 — Челнинского кантонов ТАССР. С 10.8.1930 в Елабужском, с 19.2.1944 в Костенеевском, с 8.6.1944 в Мортовском, с 19.11.1954 в Елабужском р-нах.

## Население
| 1859 | 1887 | 1905 | 1920 | 1926 | 1938 | 1949 | 1958 | 1970 | 1979 | 1989 | 2002 |
| ---- | ---- | ---- | ---- | ---- | ---- | ---- | ---- | ---- | ---- | ---- | ---- |
| 38   | 139  | 180  | 166  | 191  | 224  | 218  | 192  | 190  | 128  | 72   | 51   |